# Natalia Grace
Natalya Grace Renee Mans, született Natalia „Natasha” Vadimivna Gava, ukránul: Наталія «Наташа» Вадимівна Гава (Mikolajiv, 1989. szeptember 4. –). Korábban Natalia Lourdes Ciccone és Natalia Grace Barnett néven is ismert volt. Törpeséggel élő, ukrán származású amerikai nő, akit 2010-ben, hétéves korában adoptált egy amerikai család. Ám állítólag már egy évvel később magára hagyták.
A Barnett házaspár azt állította, hogy Natalia valójában felnőtt, és 2011-ben bírósághoz fordultak, hogy hivatalosan is módosítsák születési évét 2003-ról 1989-re – ezt a kérelmet a bíróság jóváhagyta.Egy 2023 augusztusában végzett DNS-teszt alapján azonban egy egészségügyi vizsgálatokat végző cég megállapította, hogy Natalia körülbelül huszonkét éves volt a teszt idején. Ez az eredmény alátámasztotta azt az állítást, hogy 2011-ben mindössze nyolcéves lehetett, amikor nevelőszülei állítólag magára hagyták egy lakásban. Azóta a hivatalos születési évét visszaállították 2003-ra. A Barnett szülőket később gyermekelhanyagolással vádolták meg: Michaelt 2022-ben felmentették, a Kristine elleni vádakat pedig 2023-ban ejtették.
Natalia Barnett történetét két televíziós sorozat is feldolgozta: The Curious Case of Natalia Grace című dokumentumfilm-sorozat, valamint a Hulu által készített dramatizált sorozat, a Good American Family.

## Gyerekkora és adoptálása
Natalia Grace 2003. szeptember 4-én született körülbelül reggel 6:25-kor, Ukrajnában. Születési neve Natalia Vadimivna Gava volt (ukránul: Наталія Вадимівна Гава), bár a szociális szolgálatok „Natasha”-nak nevezték. Szülei Vadim „Vadik” Gava (ukránul: Вадим «Вадик» Гава) és Anna Volodimirivna Gava (ukránul: Анна Володимирівна Гава), akik Mikolajiv városából származtak. Natalia egy ritka törpeséggel, az úgynevezett spondyloepiphysealis dysplasia congenita-val született. Édesanyja, Anna, aki bolti eladóként dolgozott, 1979. április 20-án született Lettországban, ikertestvérével, Tatyanával együtt. Natalía előtt már volt egy lánya, Júlia. Anna még Natalia születése előtt elvált Vadiktól, és lányát egy ukrajnai árvaházba adta. Egy interjúban elmondta: „Eleinte nem akartam lemondani róla, de az orvosok azt mondták, nem lehet rajta segíteni. Azt mondták: ‘Fiatal vagy, 24 éves, ne tedd tönkre az életed, lesznek még gyermekeid.’” Elárulta, hogy egy életmentő műtétre lett volna szükség, amely 80 000 és 100 000 dollár közötti összegbe került volna – amit nem tudott kifizetni. Később kibékült Vadikkal, aki Natalia születése után körülbelül 2013-ban elhunyt, és három további gyermekük született: Miroslav, Kira és Deniska. 
2008-ban egy New Hampshire-i házaspár, Dyan és Gary Ciccone adoptálta őt, és az új neve Natalia Lourdes Ciccone lett. A Ciccone család azonban 2010-ben újra örökbe adta őt, állítólag „zavaró viselkedése” miatt. Végül 2010 tavaszán Kristine és Michael Barnett fogadta örökbe, akik után a Natalia Grace Barnett nevet kapta.

## Feltételezett magára hagyás
2012-ben a Barnett házaspár sikeresen kérvényezte az Indiana állambeli Marion megyei bíróságon, hogy Natalia ukrán születési anyakönyvi kivonatát módosítsák, így hivatalosan is 1989 lett a születési éve. Ezzel jogilag nyolcéves helyett huszonkettő lett. 2013 júliusában a Barnettek egy indianai Westfield városában található lakásba költöztették Nataliát, majd később egy Lafayette-ben lévő apartmanba helyezték át. Ezt követően a Barnett család saját gyermekeikkel együtt elköltözött Kanadába, és Nataliát egyedül hagyták a lafayette-i lakásban.
Röviddel ezután egy Antwon Corry Mans nevű püspök és felesége, Cynthia Mary Renee Mans befogadták Nataliát, miután észrevették, hogy nehezen boldogul egyedül. 2016-ban jogi gyámságot kértek felette, Natalia állapotát „feltételezett cselekvőképtelenként” írták le, és úgy vélték, hogy akkoriban 13 vagy 14 éves lehetett. Ekkor kapta az új nevet: Natalyah Grace Rene Mans. A Barnett házaspárt időközben gondatlanságból elkövetett kiskorú veszélyeztetésével vádolták meg, de Michaelt végül felmentették.
Az ügyészség a nyomozás során megtalálta Natalia édesanyját, Anna Gavát Ukrajnában. Egy DNS-teszt megerősítette, hogy Gava Natalia vér szerinti anyja. Ha Natalia hivatalosan megállapított – és a bíróság által jóváhagyott – 1989-es születési éve helytálló lett volna, akkor Gava mindössze tízéves lett volna Natalia születésekor. Az ügyészek ukrán kórházi és születési iratokat is szereztek, amelyek alátámasztották az eredeti, 2003. szeptember 4-i születési dátumot. Ennek ellenére a bíróság nem engedte, hogy az ügyészek azzal érveljenek, hogy Natalia kiskorú volt, amikor egyedül hagyták a lakásban – az ügyet kizárólag a fogyatékosságára hivatkozva tárgyalták, nem a korára.
Cynthia Mans, aki befogadta Nataliát, miután elhagyatva találta a lafayette-i lakásban, úgy véli, hogy Kristine Barnett döntését Natalia életkorának jogi megváltoztatásáról a 2009-es Orphan (Az árva) című film ihlette. A Barnettek azzal védekeztek, hogy Natalia hazudott a koráról, és szociopata viselkedést mutatott – ez hasonló ahhoz, amit a filmben is látni lehet. A Mans család viszont azt állítja, hogy Natalia soha nem mutatott szociopata hajlamokat náluk töltött ideje alatt.
Azóta Natalia Grace elköltözött a Mans családtól, és a DePaul családhoz került, akik még a Barnettek előtt próbálták örökbe fogadni őt. Később olyan vádak merültek fel, hogy a Mans család pénzt csalt ki Nataliától, ezért a DePaul család segített neki ügyvédet fogadni, hogy visszaszerezze az elvesztett pénzét.

## Médiavisszhang
2019-ben Natalia szerepelt a Dr. Phil egyik epizódjában. Életét dolgozza fel a 2023-as Investigation Discovery sorozata, The Curious Case of Natalia Grace, amelynek második évadát The Curious Case of Natalia Grace: Natalia Speaks címen mutatták be. A harmadik évad 2025. január 7-én debütált a Max streamingplatformon. Története ihlette a Hulu drámasorozatát is, Good American Family címmel, amelyben Natalia szerepét Imogen Faith Reid alakítja.

## Fordítás
- Ez a szócikk részben vagy egészben  a   Natalia Grace című angol Wikipédia-szócikk ezen változatának fordításán alapul.  Az eredeti cikk szerkesztőit annak laptörténete sorolja fel. Ez a jelzés csupán a megfogalmazás eredetét és a szerzői jogokat jelzi, nem szolgál a cikkben szereplő információk forrásmegjelöléseként.